# Jusuf Karamanli
Jusuf (ibn Ali) Karamanli, Caramanli, Qaramanli lub al-Qaramanli (ur. 1766, zm. 1838 roku) – pasza z dynastii Karamanlidów (1711–1835), panujący w latach 1795–1832 w Trypolitanii (dzisiejsza Libia).

## Objęcie tronu
Jusuf, członek dynastii Karamanlidów (pochodzącej z Albanii, ale z nazwiskiem wywodzącym się od tureckiego miasta Karaman), był świadkiem osadzenia na tronie w roku 1793 swego brata Hameta. Hamet został wprowadzony na tron przez osmańskiego agę Alego Bengula, którego zadaniem było przywrócenie rządów osmańskich w Trypolisie. W roku 1795 Jusuf, z pomocą beja Tunisu, dokonał zamachu stanu, obalił i wygnał Hameta a sam zasiadł na tronie jako niezależny władca.

## Wojny berberyjskie
W roku 1801 Jusuf zażądał od Stanów Zjednoczonych haraczu w wysokości 225 000 dolarów w zamian za odstąpienie od napadania na handlowe statki amerykańskie na Morzu Śródziemnym. Prezydent Thomas Jefferson przekonany, że nowo powstała US Navy jest w stanie skutecznie chronić amerykańską żeglugę, odrzucił żądania paszy, na co Jusuf zareagował ścięciem masztu flagowego przed konsulatem USA w Trypolisie, co oznaczało wypowiedzenie wojny. 
W roku 1803 US Navy założyła blokadę portów Trypolisu. Pasza, któremu z początku udało się przechwycić fregatę USS "Philadelphia", wkrótce poczuł się zagrożony amerykańską ofensywą na lądzie, co doprowadziło do bitwy o Darnę. Ponadto możliwym stał się powrót do władzy obalonego brata Hameta, sprowadzonego do Cyrenajki przez amerykańskiego oficera Williama Eatona. W rezultacie 10 czerwca 1805 roku Jusuf podpisał traktat kończący wojnę.

## Upadek dynastii Karamanlidów
Do roku 1819 wielorakie traktaty, będące następstwem wojen napoleońskich, zmusiły państwa berberyjskie do porzucenia piractwa, co negatywnie odbiło się na gospodarce Trypolitanii. Dążenia Jusufa do zrekompensowania wynikłych z tego strat handlem transsaharyjskim nie powiodły się ze względu na brak atrakcyjnych towarów, które mogłyby zainteresować nabywców w krajach Afryki subsaharyjskiej i powszechny abolicjonizm Europejczyków. 
Władza Jusufa słabła, a wokół jego trzech synów zaczęły powstawać stronnictwa polityczne; Jusuf abdykował wprawdzie w roku 1832 na rzecz najstarszego syna, Alego II, ale nie zapobiegło to wybuchowi wojny domowej. By zaprowadzić porządek sułtan Mahmud II wysłał wojska do Trypolisu, co spowodowało zrzucenie z tronu i wygnanie Alego II. Tak zakończyło się panowanie dynastii Karamanlidów, a Trypolitania na osiemdziesiąt lat wróciła pod panowanie władców imperium osmańskiego.